# Johann Christoph Schambogen
Johann Christoph Schambogen, czeski: Jan Kryštof Schambogen, (ur. 1636 w Kłodzku, zm. 5 marca 1696 w Pradze) – prawnik, nauczyciel akademicki na Uniwersytecie Karola w Pradze oraz jego rektor w latach 1687–1689 i 1692–1693.

## Życiorys
Urodził się w 1636 roku w Kłodzku, gdzie spędził swoje dzieciństwo i wczesną młodość. Uczęszczał tam do Kolegium Jezuickiego. Po jego ukończeniu rozpoczął studia prawnicze w Pradze na tamtejszym Uniwersytecie Karola, które ukończył 15 listopada 1668 roku, uzyskując stopień naukowy doktora. Cztery dni później objął stanowisko profesora w dziedzinie prawa, zostając wykładowcą akademickim.
Był zaangażowany nie tylko w działalność dydaktyczną na swojej macierzystej uczelni, ale także organizacyjna, co pozwoliło mu na dwukrotne objęcie funkcji rektora na praskim uniwersytecie w latach 1687–1689 i 1692–1693. Zmarł w 1696 roku w Pradze, gdzie został pochowany.

## Ważniejsze prace
- Praelectiones publica in D. Imp. Just. Institutiones cet (1676)
- Dissertationes miscellaneae ad quasdam leges et capitula, ex utroque iure excerpta (Praga, 1678)
- Dis- et Concordantia canonum et legum (1683)
- Ars longa, vita brevis, seu centum quaestiones iuris ... ex historica mundi vita eductae et deductae (Nowe Miasto w Pradze, 1684)
- Dissertationes iuridicae miscellaneae ad aliquot famosas et damnatas, ut vocant, leges (Nowe Miasto w Pradze, 1687)
- Discursus triginta ex canonico, civili, feudali ... extracti, et historiae alicui ex vita Rudolphi I. ... applicati (Praga, 1692)
- Commentarium seu lectiones publicae in D. Gregorii IX. decretalium libros quinque compositae... (Praga, 1699)